# زندگی (مجموعه تلویزیونی کره جنوبی)
زندگی (انگلیسی: Life; کره‌ای: 라이프; لاتین‌نویسی اصلاح‌شده: Laipeu) یک مجموعهٔ تلویزیونی کره جنوبی سال ۲۰۱۸ به نویسندگی لی سو-یون و کارگردانی هونگ جونگ-چان و با ایفای نقش لی دونگ-ووک، چو سونگ وو، وون جین آه، لی کیو-هیونگ، یو جه-میونگ و مون سو ری است. این مجموعه از ۲۳ ژوئیه تا ۱۱ سپتامبر ۲۰۱۸ از جی‌تی‌بی‌سی روی آنتن رفت و همچنین برای استریم در نتفلیکس در دسترس است.

## بازیگران

### بازیگران اصلی
- لی دونگ ووک در نقش یه جین-وو[۱۰][۱۱]
  - چوی رو وون در نقش جوانی یه جین-وو

یک متخصص طب اورژانس.
- چو سونگ وو در نقش کو سونگ-هیو[۱]

مدیر عامل بیمارستان دانشگاه سانگ‌کوک.
- وون جین آه در نقش لی نو-اول[۱۲][۱۳]

یک متخصص اطفال جونیور
- لی کیو-هیونگ در نقش یه سون-وو[۱۴]
  - کیم یون-اونگ در نقش جوانی یه سون-وو

قاضی بخش بررسی و ارزیابی خدمات بیمه سلامت. برادر یه جین-وو.
- یو جه-میونگ در نقش جو کیونگ-مون[۱۵]

رئیس دپارتمان جراحی قلب و سینه.
- مون سو ری در نقش اوه سه-هوا[۱۶]

رئیس دپارتمان جراحی مغز و اعصاب و مدیر بیمارستان دانشگاه سانگ‌کوک.